# Búnquers de Cap del Pla
Els Búnquers de Cap del Pla són unes construccions d'Abella de la Conca (Pallars Jussà) incloses a l'Inventari del Patrimoni Arquitectònic de Catalunya.

## Descripció
Es tracta de dos búnquers de la guerra civil situats a uns 50 metres de distància entre ells en un camp de conreu, al paratge de Cap del Pla. Els dos tenen el mateix tipus de construcció, mig enterrada feta de formigó armat amb les empremtes dels sacs terrers que s'enganxaven com a encofrat. Són de planta circular, amb un sol espai interior i conserven dues espitlleres. A la part del darrere tenen l'obertura d'accés.

## Història
Pertanyen a la sèrie de búnquers republicans del front del Pallars.